# سماعات (جبلة)

تعديل مصدري - تعديل

سماعات محلة تابعة لقرية المناوير، التابعة لعزلة انامر اعلى بمديرية جبلة إحدى مديريات محافظة إب في الجمهورية اليمنية، بلغ تعداد سكانها 376 حسب تعداد اليمن لعام 2004.